# Jim Allister
James Hugh Allister, né le 2 avril 1953 est un homme politique unioniste avocat d'Irlande du Nord. Il fonde le parti politique Traditional Unionist Voice (TUV) en 2007, et le dirige depuis sa formation. Il est le seul membre du parti à l'Assemblée d'Irlande du Nord, représentant le nord d'Antrim depuis 2011.
Il est auparavant membre du Parti unioniste démocrate (DUP), pour lequel il se présente avec succès en 2004 aux élections au Parlement européen, succédant à Ian Paisley. Il poursuit son mandat en tant que membre du Parlement européen après sa démission du DUP et la création ultérieure du TUV en 2007.
Il est élu député de North Antrim le 5 juillet 2024, battant Ian Paisley Jr.

## Jeunesse
Allister est né à Listooder, Crossgar, dans le comté de Down où il vit jusqu'à l'âge de neuf ans lorsque sa famille déménage à Craigantlet, Newtownards. Allister est élève à l'école primaire de Barnamaghery et plus tard à l'école primaire de Dundonald lorsqu'il déménage. Après avoir fréquenté la Regent House Grammar School à Newtownards, Allister obtient un baccalauréat en droit avec distinction en droit constitutionnel de l'Université Queen's de Belfast. En 1974, il se présente sans succès au poste de président de l'Union des étudiants de l'Université Queen's de Belfast.
Il est admis au Barreau d'Irlande du Nord en tant qu'avocat en 1976, où il se spécialise en droit pénal, puis au Barreau senior en tant que conseiller de la reine en 2001 .

## Carrière politique
Allister rejoint le DUP lors de sa fondation en 1971. Il est assistant au Parlement européen de Ian Paisley de 1980 à 1982. En 1982, il est élu membre de l'Assemblée d'Irlande du Nord à Stormont pour North Antrim et est le whip en chef de l'Assemblée du DUP. Il est également vice-président du comité d'examen du ministère des Finances et du Personnel d'octobre 1982 à juin 1986. En dehors de l'Assemblée de Stormont, il est membre du conseil d'arrondissement de Newtownabbey de 1985 à 1987. En 1983, il se présente comme candidat du DUP aux élections de Westminster pour East Antrim. Cependant, il perd contre Roy Beggs.
À la suite de la signature de l'accord anglo-irlandais en novembre 1985 par les gouvernements Thatcher et FitzGerald, il est un opposant au traité. Il est également membre du Joint Unionist Working Party, un organe mis en place par son parti et le Ulster Unionist Party (UUP) pour superviser la campagne unioniste contre l'Accord.
Son départ de la politique active en juin 1987 fait suite à un désaccord signalé avec Paisley au sujet d'un pacte de vote avec l'UUP de James Molyneaux. La situation ressemble à celle de Robert McCartney, homme politique et avocat unioniste dans la circonscription de North Down. McCartney est expulsé de l'UUP à peu près au même moment pour ne pas avoir accepté la politique de la direction.
Allister demande l'investiture du parti pour être député européen en 2004. Allister est élu au Parlement européen pour le DUP lors des élections de 2004.
Le 27 mars 2007, il démissionne du DUP en raison de la décision du parti d'entrer au gouvernement avec le Sinn Féin. C'est la deuxième fois qu'il démissionne du parti .
Le 10 octobre 2007 une rumeur affirme qu'il a été approché par le Parti pour l'indépendance du Royaume-Uni (UKIP)  mais il fonde le parti Traditional Unionist Voice le 7 décembre 2007 .
Aux élections européennes de 2009, il n'obtient que 13,5% des voix de première préférence, se présentant comme candidat du TUV et perd son siège au Parlement européen lors du deuxième décompte .
Il laisse entendre qu'il pourrait se présenter comme candidat aux élections parlementaires de Westminster dans le nord d'Antrim. Selon le résultat des élections européennes dans le nord d'Antrim, Allister a de bonnes chances de remporter le siège. Cela aurait été une perte énorme pour le DUP, car ce siège est le plus sûr du parti et c'est le siège du fondateur et ancien chef du parti Ian Paisley.
Aux élections générales de 2010, Allister termine deuxième à North Antrim, avec 7 114 voix contre Ian Paisley Jr du DUP qui obtient 19 672 voix. Son parti TUV recueillie quelque 26 300 voix dans toute l'Irlande du Nord, soit une baisse de près des deux tiers de leur niveau de soutien aux élections européennes de 2009. Lors des élections de 2011 à Stormont, il est élu député de North Antrim. Il est élu député de North Antrim le 5 juillet 2024, battant Ian Paisley Jr.
Allister a des opinions conservatrices sur la politique sociale et est un partisan du groupe de pression créationniste évangélique, la Fondation Caleb . Un sondage d'opinion réalisé en 2021 révèle qu'il est le leader le moins populaire d'un parti politique en Irlande du Nord, avec 51% des personnes interrogées qualifiant sa performance de "mauvaise ou horrible" .